# سياسة التأشيرات في إيران
يجب على زوار إيران الحصول على تأشيرة دخول من إحدى البعثات الدبلوماسية الإيرانية ما لم يأتوا من إحدى الدول أو البلدان المعفاة من التأشيرة المؤهلة للحصول على تأشيرة عند الوصول.يجب أن يحمل جميع الزوار جواز سفر ساري المفعول لمدة ستة أشهر على الأقل.

## ملخص
تستكشفُ السلطات الإيرانية برنامجًا محتملاً للإعفاء من التأشيرة يتم بموجبه رفع قيود التأشيرات عن ستيين (60) دولة كجزء من برنامج إيران لجذب المزيد و الكثير  من السياح 
يُعتبر المواطنون المزدوجون من إيران ودولة أخرى مواطنين إيرانيين عند الزيارة، ويجب أن يكون لديهم جواز سفر إيراني.وهذا يشمل جميع الذين ولدوا في الخارج من أم وأب وزوج أو أطفال إيرانيين.
لم تعد إيران تلصق تأشيرات الدخول على جوازات السفر ولا تختمها عند الدخول ردًا على العقوبات الأمريكية على الأشخاص الذين زاروا إيران بعد2011. في نوفمبر2018، أعلن رئيس منظمة التراث الثقافي والحرف اليدوية والسياحة الإيرانية أن البلاد لن تقوم بعد الآن بختم أو وضع ملصقات على جوازات سفر السياح الأجانب في محاولة لتخفيف مخاوفهم بشأن السفر إلى دول أخرى بعد المغادرة. إيران. في يونيو2019، أمر الرئيس الإيراني وزارة الداخلية بتنفيذ قرار عدم ختم جوازات سفر الأجانب. في عام2011،أصبح الحصول على تأمين سفر إلزاميًا للحصول على تأشيرة دخول إلى إيران.

## قيود السفر المتعلقة بجائحة كوفيد-19
بسبب جائحة كوفيد-19،أوقفت وزارة الخارجية الإيرانية تصاريح جميع التأشيرات السياحية. "بأمر من الرئيس [سيد إبراهيم رئيسي] سيتم استئناف إصدار التأشيرات السياحية وتدفق السياح الأجانب من الحدود البرية والجوية من [شهر] آبان (23تشرين الأول(أكتوبر) 21تشرين الثاني(نوفمبر)) بعد 19شهرًا من وقال وزير التراث الثقافي والسياحة والصناعات التقليدية عزة الله زرغامي.

## خريطة سياسة التأشيرة
في خريطة سياسة التأشيرة أدناه، يمكنك الاطلاع على متطلبات التأشيرة لمختلف البلدان حول العالم.

سياسة التأشيرات في إيران
Iran

## بدون تأشيرة
يمكن لمواطني الولايات القضائية الستة عشر التالية زيارة إيران بدون تأشيرة:
| - Armenia 1 - Oman | - Syria 2 - تركيا |  |

| - Azerbaijan - Bolivia | - Lebanon |  |

| - China | - Hong Kong | - Macao |  |

| - Malaysia | - Venezuela |  |

1-90 يومًا خلال 180يومًا. 2- فقط للقادمين جواً من دمشق مباشرة
| تاريخ تغيير التأشيرة |
| --- |
| - 1 فبراير 2010: أذربيجان - 29 يوليو 2015: مصر ولبنان - 1 نوفمبر 2017: صربيا - 21 يوليو 2019: الصين، هونغ كونغ، ماكاو - 24 أكتوبر 2019: العراق (حتى 27 ديسمبر). ألغيت: - 17 أكتوبر 2018: صربيا - 27 ديسمبر 2019: العراق |

### مناطق التجارة الحرة الإيرانية
يمكن لحاملي جوازات السفر العادية الذين يسافرون كسائحين الدخول بعد مناطق التجارة الإيرانية بدون تأشيرة مع إقامة أقصاها أسبوعين (قابلة للتمديد)، اعتبارًا من ديسمبر2017:
- المنطقة الحرة في أروند
- المنطقة الحرة في أراس
- منطقة التجارة الحرة الصناعية في جابهار
- ماكو، إيران
- جزيرة قشم
- جزيرة كيش
- أنزلي

### جزر كيش وقشم
يجوز لجميع السائحين الإقامة في جزيرة كيش أو جزيرة قشم لمدة 14يومًا أو أقل دون الحصول على أي تأشيرة. يُطلب من الأمريكيين والكنديين والبريطانيين فقط أن يكون لديهم مرشد مرافق معتمد في انتظارهم عند وصولهم. يجب أن يحمل المرشد خطابات حجز الفندق الخاصة بالراكب معه/معها وأن يُعلم مكتب الهجرة في المطار بوصول الراكب الأمريكي/الكندي/البريطاني قبل 48ساعة من الوصول.

### جوازات السفر الدبلوماسية والخدمية

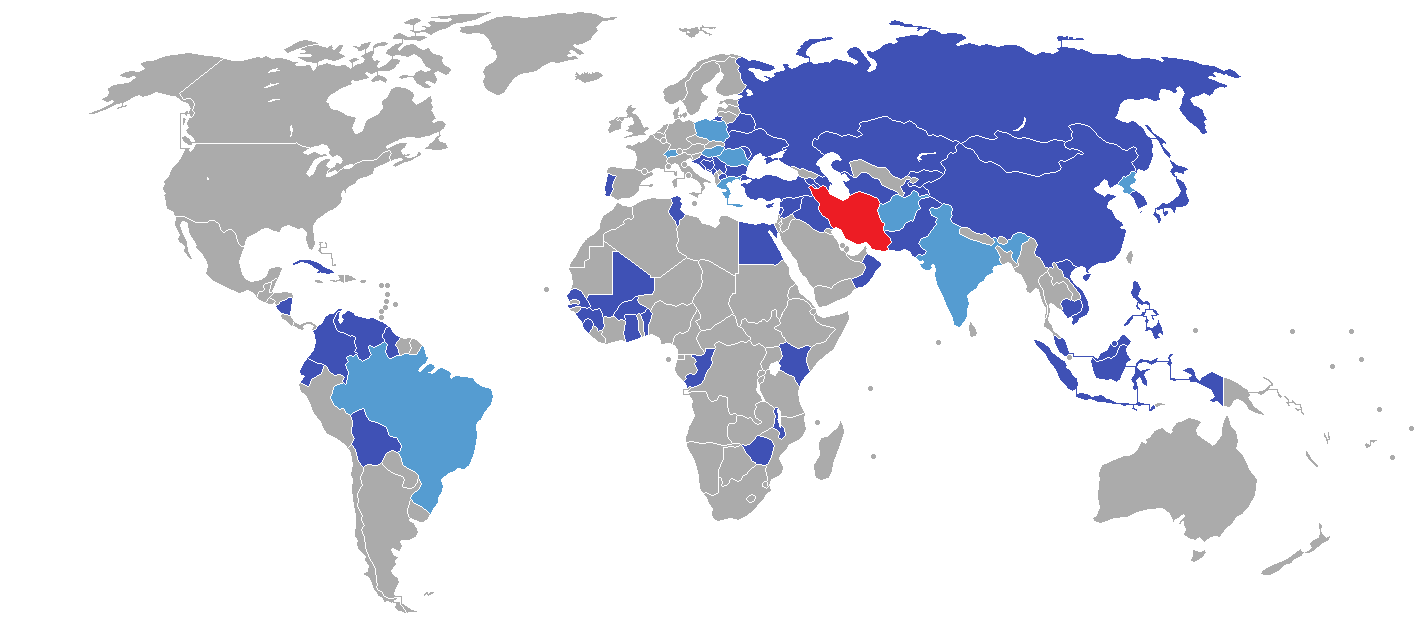
سياسة التأشيرات في إيران لحاملي جوازات السفر الدبلوماسية والرسمية أو الخدمة
Iran إيران

يُسمح لحاملي جوازات السفر الصادرة عن البلدان التالية بدخول إيران بدون تأشيرة.
| * Afghanistan D 1 month - Armenia D 90 days - Azerbaijan D S 1 month - Belarus D O 30 days - Benin D S 30 days - Bolivia D S 60 days - Bosnia and Herzegovina D S 1 month - Brazil D 1 month - Brunei D O 30 days - Bulgaria D S 1 month - Burkina Faso D S 1 month - Cambodia D S 1 month - China D S 1 month - Colombia D S 1 month - Croatia D S 1 month - Cuba D S 90 days - Congo D S 6 months - Cyprus D S 3 months - Ecuador D S 90 days - Egypt D S 20 days - Ghana D S 30 days | * Guinea D S 1 month - Guyana D S 1 month - Greece D 3 months - Hungary D 1 month - India D 1 month - Iraq D S 45 days - Indonesia D S 14 days - Japan D O 3 months - Kazakhstan D S 30 days - Kenya D S 1 month - Kyrgyzstan D S 1 month - LebanonD S 30 days - Malaysia D S 15 days - Malawi D S 1 month - Mali D S 1 month - Moldova D S 1 month - Montenegro D S 30 days - Nicaragua D S 2 months - North Korea D 1 month - North Macedonia D S 1 month - Oman D S 1 month | * Pakistan D O 3 months - Philippines D S 30 days - Poland D 1 month - Portugal D Sp 90 days - Romania D 1 month - Russia D S 30 days - Senegal D S 1 month - Serbia D S 30 days - Sierra Leone D S 1 month - South Korea D S 3 months - Switzerland D 1 month - Syria D S 30 days - Tajikistan D S 1 month - Tunisia D S 1 month - Turkmenistan D S 1 month - Turkey D S 3 months - Ukraine D S 30 days - Venezuela D S 1 month - Vietnam D O 30 days - Zimbabwe D S 30 days |  |

د- الجوازات الدبلوماسية س - جوازات السفر الرسمية ق- خدمة الجوازات س - الجوازات الخاصة

## تأشيرة إيران للأمريكيين والبريطانيين والكنديين
يمكن لحاملي جوازات السفر الأمريكية والبريطانية والكندية أيضًا زيارة إيران بتأشيرة سياحة إيرانية.تستغرق إجراءات التأشيرة لهذه الجنسيات حوالي ثمانية أسابيع. يتعين عليهم أيضًا التخطيط لرحلتهم وحجزها مع وكالة سفر محلية معتمدة في إيران.قبل إصدار التأشيرة، يتعين على الوكالة تقديم خط سير الرحلة اليومية لمقدم الطلب إلى وزارة الخارجية للموافقة عليه
يمكن للأزواج الأمريكيين والكنديين من المواطنين الإيرانيين الحصول بسهولة على تأشيرات عائلية تصل إلى 90يوما للزيارة والإقامة في البلاد دون الحاجة إلى وكالة

## طلب التأشيرة ومتطلباتها
يتم إصدار تأشيرة السياحة الإيرانية لمدة تصل إلى 30يومًا ويمكن أن يكون لها تمديدان إضافيان لمدة 30يومًا، لمدة 90يومًا.للحصول على تأشيرة قبل الوصول، يجب التقدم بطلب للحصول على رمز تصريح التأشيرة من خلال موقع التأشيرة الإلكترونية التابع لوزارة الخارجية الإيرانية أو وكالة سفر إيرانية.يعتمد مبلغ رسوم التأشيرة على جنسية الفرد.يجب دفع رسوم التأشيرة قبل الاستلام أو عند التقدم بطلب للحصول على صوت أمريكا.تقدم وكالات السفر الإيرانية المحلية دعمًا وإمكانية تتبع وراحة أفضل مقابل رسوم إضافية
عند استلام رمز تصريح التأشيرة، يمكن الحصول على التأشيرة في إحدى سفارات وقنصليات إيران في جميع أنحاء العالم قبل الوصول أو عند الوصول إلى أحد مطارات إيران الدولية.يمكن أيضًا لمعظم الجنسيات، باستثناء حاملي جوازات السفر الأمريكية والبريطانية والكندية، الحصول على تأشيرة سياحية عند وصولهم في شكل تأشيرة عند الوصول إلى المطار دون طلب مسبق.على الرغم من أن هذه الطريقة مناسبة للمسافرين في اللحظة الأخيرة، إلا أنها تنطوي على مخاطر أعلى للرفض وتستغرق وقتًا أطول

## تاشيرة الدخول عند الوصول
يمكن لحاملي جوازات السفر العادية المسافرين كسائحين الحصول على تأشيرة عند الوصول لمدة أقصاها 30يومًا (قابلة للتمديد)، في المطارات التالية، اعتبارا من يناير2018:
- مطار بندر عباس الدولي ( بندر عباس )
- مطار اصفهان الدولي ( اصفهان )
- مطار كيش الدولي ( جزيرة كيش )
- مطار مشهد الدولي ( مشهد )
- مطار قشم الدولي ( جزيرة قشم ) [22]
- مطار شيراز الدولي ( شيراز )
- مطار تبريز الدولي ( تبريز )
- مطار الامام الخميني الدولي ( طهران )
- مطار مهرآباد الدولي ( طهران ) [23]
- مطار أورميا ( أورميا ) [24]
- مطار الأهواز الدولي ( الأهواز ) [25]
- مطار كرمان ( كرمان ) [26]
- مطار لارستان الدولي ( لار )

ملاحظة : للحصول على تأشيرة عند الوصول، يجب أن يكون الركاب قد قدموا بالفعل طلبًا، قبل يومين على الأقل من الوصول، على موقع التأشيرة الإلكترونية التابع لوزارة الخارجية الإيرانية وتقديم إشعار التقديم في مكتب التأشيرات بالمطار عند الوصول.
تخطط إيران لزيادة مدة الإقامة من شهر إلى ثلاثة أشهر.ستتوفر التأشيرات عند الوصول في مطار شهيد سادوغي في المستقبل القريب.
لا تنطبق التأشيرة عند الوصول على مواطني البلدان التالية الذين يتعين عليهم الحصول على تأشيرة مسبقًا:
| * Afghanistan - Bangladesh - Canada - Colombia - Iraq - Jordan - Libya | * Nepal - Pakistan - Somalia - Sri Lanka - Tajikistan - United Kingdom - United States - Yemen |  |

يُطلب من حاملي جوازات السفر في هذه البلدان التقدم للحصول على تأشيرة إيرانية في سفارة أو قنصلية إيرانية قبل وصولهم إلى إيران
ميناء الشهيد رجائي
يمكن للمسافرين البحريين الذين يدخلون إيران عبر ميناء شهيد رجائي في مقاطعة هرمزجان الجنوبية الحصول على تأشيرة عند الوصول

### التأشيرة الإلكترونية
التأشيرات الإلكترونية متاحة منذ 22نوفمبر2018.

## أدلة إلزامية
يُطلب من المواطنين الكنديين والأمريكيين أن يكونوا برفقة دليل معتمد من الحكومة في جميع الأوقات.تم حظر السفر المستقل لهؤلاء المواطنين بسبب إغلاق البعثات الخارجية الإيرانية في هذه الدول

## إسرائيل
يُرفض الدخول والعبور لمواطني إسرائيل،حتى لو لم يغادروا الطائرة والمضي قدمًا في نفس الرحلة
يُرفض الدخول لحاملي جوازات السفر أو وثائق السفر التي تحتوي على تأشيرة أو ختم إسرائيلي(أقل من365يومًا)أو أي بيانات تظهر أن الزائر كان إلى إسرائيل أو لديه ما يشير إلى أي صلة بدولة إسرائيل.

## روابط خارجية
- نظام تطبيق التأشيرة الإلكترونية IR-IRAN (إيران eVisa)
- وزارة الخارجية الإيرانية